# Una vecchia canzone italiana
Una vecchia canzone italiana è un album in studio del gruppo musicale italiano Squadra Italia, pubblicato nel 1994.

## Descrizione
Il gruppo si è formato in occasione del Festival di Sanremo 1994 da undici interpreti della musica italiana di stampo tradizionale e popolare. 
L'album contiene dodici brani di cui il primo, Una vecchia canzone italiana, brano presentato al Festival, è cantato insieme e gli altri undici sono eseguiti singolarmente da ogni esponente della squadra e appartengono al repertorio di ciascuno.

## Tracce
1. Squadra Italia – Una vecchia canzone italiana (Marcello Marrocchi, Stefano Jurgens)
2. Nilla Pizzi – Grazie dei fiori (Saverio Seracini, Mario Panzeri, Gian Carlo Testoni)
3. Wess – La mia donna (Marcello Marrocchi, Giampiero Artegiani, Stefano Jurgens)
4. Rosanna Fratello – Non sono Maddalena (Giorgio Conte, Vito Pallavicini)
5. Jimmy Fontana – Italian song (Franco Migliacci, Jimmy Fontana)
6. Wilma Goich – Il posto dell'amore (Marcello Marrocchi, Giampiero Artegiani, Stefano Jurgens)
7. Lando Fiorini – Cento campane (Fiorenzo Fiorentini, Romolo Grano)
8. Manuela Villa – Dal fango a un cielo blu (Marcello Marrocchi, Giampiero Artegiani, Stefano Jurgens)
9. Gianni Nazzaro – Canto (Marcello Marrocchi, Giampiero Artegiani, Stefano Jurgens)
10. Giuseppe Cionfoli – Amami tu (Giuseppe Cionfoli)
11. Toni Santagata – Squadra grande (Toni Santagata)
12. Mario Merola – Acqua salata blu (Gigi D'Alessio, Vincenzo D'Agostino)